# Кадіська конституція

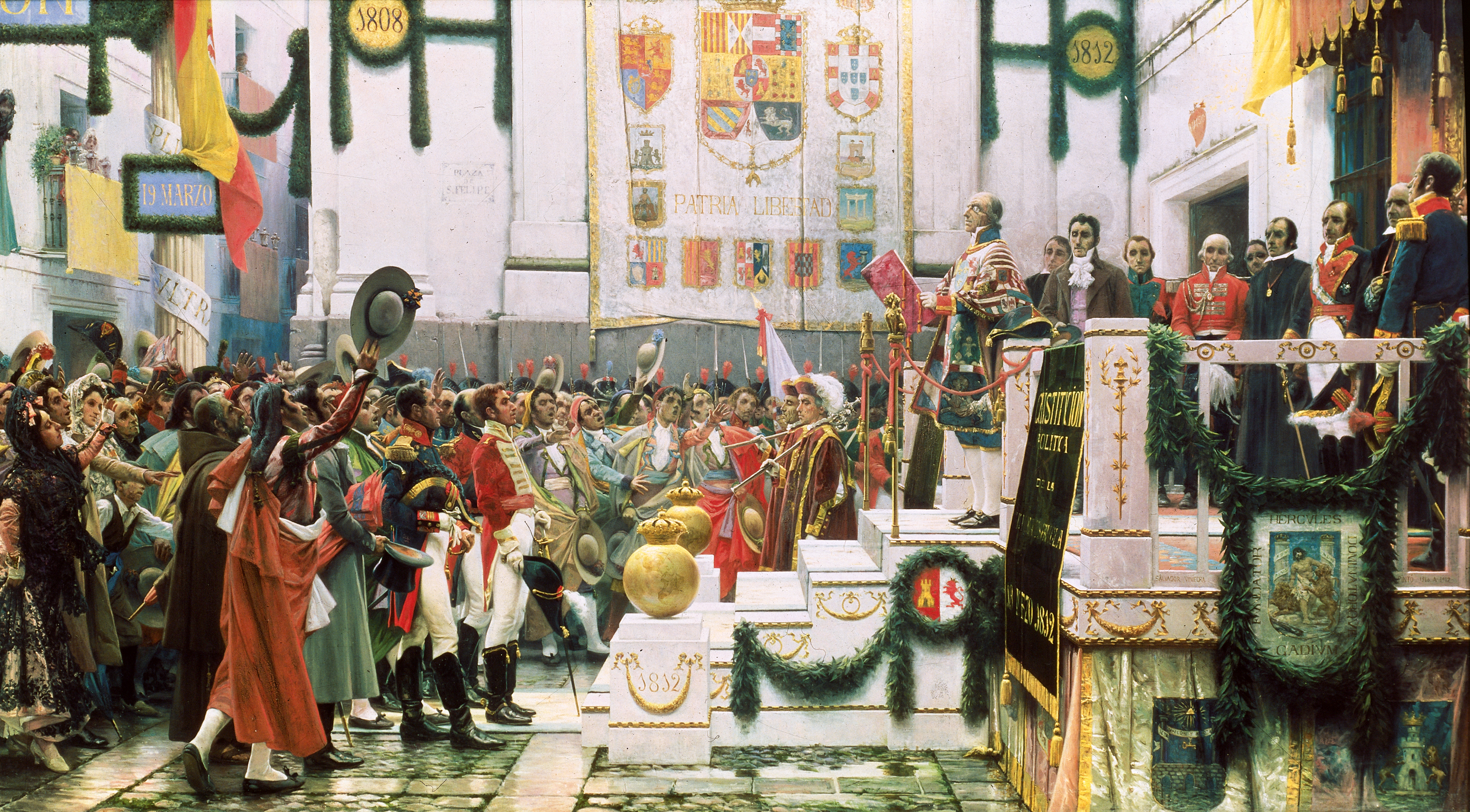
Проголошення Кадіської конституції, 1812

Політична конституція Іспанської монархії (іспанська Constitución Política de la Monarquía Española), також відома як Кадіська конституція (іспанська Constitución de Cádiz) та як La Pepa — конституція, проголошена 19 березня 1812 Кадіськими кортесами Іспанії, які зібрались під час іспансько-французької війни. Ця конституція була однією з найбільш ліберальних для свого часу. Також, фактично, це була перша конституція Іспанії, оскільки введений раніше Байоннський статут, написаний Жозефом Бонапартом, чинності не набув.

## Основні положення
Конституція 1812 року встановила в країні конституційну монархію (законодавча влада належала кортесам королю, виконавча — королю) і принцип народного сувернітету. Король складав присягу конституції і не мав права розпускати кортеси, чи відтерміновувати час їх скликання. Проголошувалось загальне виборче право (для чоловіків), свобода особистості, недоторканість житла, свобода друку та підприємницької діяльності. Передбачалась аграрна реформа. Декларувалось головування в Іспанії католицької церкви і влада корони над заокеанськими володіннями (Латинська Америка).
Встановлювалось рівне представництво метрополії і колоній в кортесах. Заборонялось сконцентровувати в одних руках цивільну і військову владу. Скасовувались судові привілеї і спеціальні суди (такі як «суд інквізиції» та «суд хунти безпеки», які займались справами про державну зраду).

## Доля конституції
4 травня 1814, після шести тижнів по поверненню короля Фердинанда VII, конституція була скасована, ліберальні лідери арештовані — Іспанія повернулась до абсолютизму. До Кадіської конституції повертались під час революції 1820-1823 та в 1836-1837 під час підготовки проекту конституції 1837.

## Примітка
1. ↑  Тому що вона була прийнята Кортесом у день Святого Йосипа, іспанською Pepe це прізвисько для "José").